# 30-Second Bunnies Theatre
30-Second Bunnies Theatre är en serie kortfilmer gjorda i Adobe Flash som finns på Internet och parodierar kända storfilmer. De är producerade av Angry Alien Production.

## Om filmerna
Filmerna är 30 sekunder långa versioner av stora kända filmer. Alla rollerna görs av kaniner. Den första filmen kom 2004 och var en version av Titanic.

## Lista över filmer som parodieras
- A Christmas Story
- Alla helgons blodiga natt
- Alien
- A Clockwork Orange
- Borat!
- Brokeback Mountain
- Casablanca
- Ett päron till farsa firar jul
- Die Hard
- Exorcisten
- Evil Dead II - Dead by dawn
- Fight Club
- Freddy vs. Jason
- Goodfellas
- Grindhouse
- The Grudge
- Hajen
- Highlander
- Hellraiser
- It's a Wonderful Life
- James Bond Montage
- Jurassic Park
- King Kong (1933)
- Kill Bill 1 och 2
- Människor emellan
- Napoleon Dynamite
- Night of the Living Dead
- Office Space
- Pingvinresan
- Pirates of the Caribbean 1 och 2
- Pulp Fiction
- Jakten på den försvunna skatten
- Reservoir Dogs (censurerad och ocensurerad version)
- The Ring
- Tom i bollen
- Trollkarlen från Oz
- Twilight
- The Twilight Saga: New Moon
- Rocky
- The Rocky Horror Picture Show
- Top Gun
- 30 Days of Night
- Saw
- Scream
- Supersugen
- Star Trek II – Khans vrede
- The Shining
- Spider-Man 1 och 2
- Spider-Man 3
- Stjärnornas krig
- Snakes on a Plane
- Superman
- Motorsågsmassakern (2003)
- Titanic
- Terminator
- Världarnas krig (1953)